# Dimorfkungsfiskare
Dimorfkungsfiskare (Ceyx margarethae) är en fågel i familjen kungsfiskare inom ordningen praktfåglar.

## Utseende och läte
Dimorfkungsfiskaren är en liten kungsfiskare med djupblå ovansida, orange undersida, en orange fläck mellan näbb och öga samt vitt på strupen och i en fläck bakom ögat. Näbben och benen är lysnade röda. Ovansidan kan vara mörk eller ljus. Arten är rätt lik rosenkungsfiskare, framför allt fram- eller underifrån, men skiljer sig genom blått på huvud och rygg. Bland lätena hörs olika ljusa tjippande, gnisslande och drillande ljud.

## Utbredning och systematik
Fågeln förekommer i centrala och södra Filippinerna. Den behandlas som monotypisk, det vill säga att den inte delas in i några underarter. 

### Artstatus
Tidigare betraktades den som en underart till Ceyx lepidus och vissa gör det fortfarande. Den liksom ett stort antal andra arter i området urskiljs dock numera som egna arter efter genetiska studier.

## Status och hot
Arten har ett stort utbredningsområde, men tros minska i antal, dock inte tillräckligt kraftigt för att den ska betraktas som hotad. Internationella naturvårdsunionen IUCN listar därför arten som livskraftig (LC).

## Namn
Fågelns vetenskapliga artnamn hedrar Dr Margarete Platen, gift med tyske läkaren och samlare av specimen Dr Carl C. Platen.